# MIKTA
 (janvier 2023).
Le contenu est difficilement compréhensible vu les erreurs de traduction, qui sont peut-être dues à l'utilisation d'un logiciel de traduction automatique.
 (janvier 2023).
MIKTA est un partenariat informel de moyenne puissance entre le Mexique, l'Indonésie, la Corée du Sud, la Turquie, l'Australie et les Philippines. Il est dirigée par les ministres des affaires étrangères. Elle a été créée en 2013 en marge de l'Assemblée générale des Nations Unies à New York et vise à soutenir une gouvernance mondiale efficace.
La diversité des membres du groupe – en termes de culture, de structure socio-économique et de géographie – lui confère une perspective unique. Il s'agit d'un partenariat interrégional fondé sur des valeurs avec plusieurs points communs clés. Il est important de noter que tous les États membres sont des économies du G20 avec un PIB similaire et un intérêt à garantir que les systèmes de gouvernance mondiale fonctionnent pour tous les États, quelles que soient leur taille et leur influence. Ces similitudes fournissent une base solide pour la coopération mutuelle.
De plus, la diversité au sein du partenariat permet aux membres de partager leurs connaissances et perspectives issues d'expériences variées.

## Nature du partenariat MIKTA

### Plate-forme consultative
Un aspect clé qui distingue le MIKTA des autres groupes multilatéraux est qu'il s'agit d'une plate-forme consultative informelle plutôt que d'une organisation formelle. Il offre un espace de dialogue et de diplomatie innovante pour répondre aux enjeux mondiaux actuels. Le partage d'informations et une meilleure compréhension mutuelle sont des caractéristiques centrales de MIKTA.

### Forces
'une des principales forces de MIKTA est sa flexibilité. Il fournit un environnement informel dans lequel des questions d'actualité peuvent être discutées, sans pression pour parvenir à un consensus. Il cherche à assumer une forme adaptable de coopération multilatérale, contrairement aux «blocs» traditionnels, afin d'offrir une capacité accrue à manœuvrer une gouvernance mondiale efficace dans un monde en évolution rapide.
Comme tous les membres de MIKTA sont également membres d'organisations internationales plus larges, telles que les Nations unies, l'Organisation mondiale du commerce et le G20, les questions pertinentes pour ces forums peuvent constituer les sujets de consultation de MIKTA. Cela peut impliquer de coopérer sur les engagements pris au sein de ces organisations ou, à l'occasion, de s'engager sur des objectifs ou des normes supplémentaires. C'est aussi l'occasion pour ces puissances régionales d'engager un dialogue indépendamment des grandes puissances économiques.

## Réunions
Les ministres des Affaires étrangères du MIKTA se réunissent régulièrement. Une réunion de style retraite se tient chaque année dans le pays président. Les membres se sont également rencontrés en marge de la Semaine des dirigeants de l'Assemblée générale des Nations unies et du G20.

## Chaise
Le président de MIKTA tourne annuellement.
| Année | Chaise       |
| ----- | ------------ |
| 2014  | Mexique      |
| 2015  | Corée du Sud |
| 2016  | Australie    |
| 2017  | Turquie      |
| 2018  | Indonésie    |
| 2019  | Mexique      |
| 2020  | Corée du Sud |
| 2021  | Australie    |
| 2022  | Turquie      |

## Centres d'intérêt
MIKTA a accepté de travailler ensemble sur un certain nombre de questions thématiques.
Ceux-ci inclus:
- la gouvernance internationale de l'énergie et l'accès à l'énergie[5] ;
- contre-terrorisme et sécurité[6];
- maintien de la paix[7];
- commerce et économie[6];
- l'égalité des sexes[8];
- la bonne gouvernance[6] et
- le développement durable[9].

## Activités
MIKTA s'engage dans une variété d'activités en ligne avec ses principaux domaines d'intérêt. Il s'agit notamment du partage d'informations, de la publication de déclarations conjointes, de documents officieux qui contribuent aux progrès sur les questions multilatérales, de la promotion de messages communs à travers les réseaux de chaque membre, d'ateliers pour les experts techniques et d'événements parallèles pour soutenir les résultats lors d'événements internationaux majeurs.

## Consultation des conférenciers MIKTA
MIKTA a été formé sous la direction de Séoul en 2013 et est un acronyme des noms de ses cinq pays membres : le Mexique, l'Indonésie, la Corée du Sud, la Turquie et l'Australie.
La consultation des conférenciers MIKTA 2015 s'est tenue à Séoul, en Corée, du 1er au 5 juillet. Le président de l'Assemblée nationale de Séoul, Corée, Chung Ui-hwa, a proposé la réunion et s'est arrangé pour que les pays restants arrivent pour la consultation. Lors de la session plénière, qui a eu lieu le 2 juillet, les présidents et autres délégués des parlements MIKTA ont discuté du rôle des parlements de chaque pays dans la mise en œuvre et le soutien de valeurs fondamentales telles que les objectifs de développement durable, les problèmes régionaux auxquels sont confrontés les pays MIKTA et la 70e anniversaire de la division nationale et de la réunification pacifique de la péninsule coréenne. Les présidents ont coopéré et sont convenus que la consultation des présidents du MIKTA devrait servir de l'une des principales plates-formes qui contribuent au développement de chaque pays respectif et sont convensu de faire des efforts pour forger des relations de coopération avec les ministères concernés afin d'aider le MIKTA à contribuer à la bonne gouvernance mondiale. . La consultation s'est conclue par l'adoption de la déclaration conjointe dans laquelle les présidents sont convenus de créer un réseau unifié et d'envisager la tenue d'une deuxième consultation des présidents du MIKTA en 2016.